# Ортосиликат натрия
Ортосиликат натрия — неорганическое соединение, соль щелочного металла натрия и ортокремниевой кислоты с формулой Na4SiO4, бесцветные кристаллы.

## Получение
- Растворение в концентрированном растворе едкого натрия аморфного кремния:

{\displaystyle {\mathsf {Si+4NaOH\ {\xrightarrow {}}\ Na_{4}SiO_{4}+2H_{2}\uparrow }}}
- или аморфного диоксида кремния:

{\displaystyle {\mathsf {SiO_{2}+4NaOH\ {\xrightarrow {}}\ Na_{4}SiO_{4}+2H_{2}O}}}
- Взаимодействие аморфного оксида кремния с концентрированным раствором карбоната натрия:

{\displaystyle {\mathsf {SiO_{2}+2Na_{2}CO_{3}\ {\xrightarrow {}}\ Na_{4}SiO_{4}+2CO_{2}\uparrow }}}
- Взаимодействие кремнёвых кислот с гидроксидом натрия:

{\displaystyle {\mathsf {SiO_{2}\cdot {\mathit {n}}H_{2}O+4NaOH\ {\xrightarrow {}}\ Na_{4}SiO_{4}+({\mathit {n}}+2)H_{2}O}}}

## Физические свойства
Ортосиликат натрия образует бесцветные кристаллы хорошо растворимые в холодной воде, концентрированные растворы образуют коллоидный раствор «жидкое стекло» гидрозоля SiO2•n H2O.
Разлагается в горячей воде.
Водные растворы имеют щелочную реакцию из-за гидролиза по аниону.

## Химические свойства
- При нагревании разлагается:

{\displaystyle {\mathsf {Na_{4}SiO_{4}\ {\xrightarrow {1120^{o}C}}\ Na_{2}SiO_{3}+Na_{2}O}}}
- Гидролизуется горячей водой:

{\displaystyle {\mathsf {Na_{4}SiO_{4}+({\mathit {n}}+2)H_{2}O\ {\xrightarrow {T}}\ 4NaOH+SiO_{2}\cdot {\mathit {n}}H_{2}O\downarrow }}}
- Разлагается кислотами:

{\displaystyle {\mathsf {Na_{4}SiO_{4}+4HCl\ {\xrightarrow {100^{o}C}}\ 4NaCl+SiO_{2}\downarrow +2H_{2}O}}}
- Реагирует с углекислым газом:

{\displaystyle {\mathsf {Na_{4}SiO_{4}+2CO_{2}\ {\xrightarrow {}}\ 2Na_{2}CO_{3}+SiO_{2}\downarrow }}}
- С концентрированным раствором хлорида аммония образует осадок диоксида кремния[1]:

{\displaystyle {\mathsf {Na_{4}SiO_{4}+4NH_{4}Cl\ \xrightarrow {} \ SiO_{2}\downarrow +4NaCl+4NH_{3}\uparrow +2H_{2}O}}}